# براينتي ويبر
بريانتي ألكسندر ويبر (بالإنجليزية: Brianté Alexander Weber؛ مواليد 29 ديسمبر 1992) لاعب كرة سلة أمريكي محترف، لعب آخر مرة مع دينامو ساساري في دوري الدرجة الأولى الإيطالي لكرة السلة. لعب كرة السلة الجامعية مع فريق في سي يو رامس.

## مسيرة المدرسة الثانوية
التحق ويبر بمدرسة جريت بريدج الثانوية حيث سجّل معدلاً بلغ 17 نقطة، وثماني متابعات، وخمس تمريرات حاسمة، وأربع استحواذات كرات في المباراة الواحدة خلال سنته الأخيرة، وحصل على جائزة أفضل لاعب دفاعي في منطقة جنوب شرق الولايات المتحدة خلال موسميه الثالث والرابع.

## المسيرة الجامعية
خلال مسيرته الجامعية مع في سي يو رامس، تم تعيينه في فريق أتلانتيك 10 الدفاعي الشامل في مناسبات متعددة، وحصل أيضًا على لقب أفضل لاعب دفاعي في المؤتمر لمدة ثلاثة مواسم متتالية. وتصدر قائمة أفضل اللاعبين في البلاد من حيث عدد الاستحواذات خلال موسمه الثالث في 2013–14 بمتوسط 3.46.[بحاجة لمصدر]
في 31 يناير 2015، انتهت مسيرة ويبر الجامعية بتمزق الرباط الصليبي الأمامي والرباط الجانبي الإنسي في خسارة أمام غريمه ريتشموند. كان ويبر على بُعد 12 استحواذ فقط من أن يصبح أفضل لاعب في تاريخ الرابطة الوطنية لرياضة الجامعات. 

## المسيرة الاحترافية

### سو فالز سكاي فورس (2015–2016)
لم يتم اختيار ويبر في درافت الدوري الاميركي للمحترفين لعام 2015، ويرجع ذلك على الأرجح إلى أنه لا يزال يتعافى من تمزق الرباط الصليبي الأمامي. حاول لاحقًا الانضمام إلى ميامي هيت لمعسكر التدريب لكنه لم يتمكن من اجتياز الاختبار البدني بسبب إصابة في الركبة. وقع في النهاية مع هيت في 19 أكتوبر 2015، ولكن تم الاستغناء عنه بعد خمسة أيام.
في 2 نوفمبر، استحوذ فريق سو فالز سكاي فورس التابع لرابطة دوري الرابطة الوطنية لفئة التطوير على ويبر كلاعب تابع لفريق هيت. لقد غاب عن الشهر الأول من موسم 2015–16 بسبب إصابة في الركبة، حيث ظهر لأول مرة مع سكاي فورس خلال عرض دوري التطوير في 7 يناير 2016. لقد بنى ثقته ببطء وحصل على المزيد من وقت اللعب طوال شهر يناير، مسجلاً أرقامًا مزدوجة في خمس مباريات متتالية بين 22 يناير و3 فبراير. في 23 فبراير، سجل ثلاثية مزدوجة برصيد 11 نقطة و11 كرة مرتدة و10 تمريرات حاسمة في الفوز على فورت واين ماد أنتس. سجل لاحقًا اثنين من الأرقام المزدوجة المزدوجة، وسجل أعلى مستوى في الموسم برصيد 26 نقطة في 27 فبراير ضد مين ريد كلوز.

### ميمفيس غريزليس (2016)
في 11 مارس 2016، وقع ويبر عقدًا لمدة 10 أيام مع ميمفيس غريزليس. شارك لأول مرة مع غريزليس في وقت لاحق من تلك الليلة، مسجلاً 10 نقاط وسبع تمريرات حاسمة وخمس كرات مرتدة كلاعب أساسي في مركز لاعب الخلف في فوز فريقه 121–114 في الوقت الإضافي على نيو أورلينز بيليكانز. في 16 مارس، سجل 12 نقطة وبدأ في مباراته الرابعة على التوالي، حيث خسر غريزليس 114–108 أمام مينيسوتا تمبر ولفز. بعد انتهاء عقده لمدة 10 أيام، انفصلت العلاقة بين غريزليس وويبر، وفي 21 مارس، أعاد سكاي فورس التعاقد عليه.

### ميامي هيت (2016)
في 10 أبريل 2016، وقع ويبر مع ميامي هيت. في تلك الليلة، ظهر لأول مرة مع هيت في فوز 118–96 على أورلاندو ماجيك، مسجلاً نقطتين وكرة مرتدة واحدة وتمريرة حاسمة واحدة في ثلاث دقائق. في يوليو 2016، انضم ويبر مجددًا إلى هيت في دوري إن بي أي الصيفي لعام 2016. في 22 أكتوبر 2016، تم الاستغناء عنه من قبل هيت بعد مشاركته في ثماني مباريات قبل الموسم.

### سو فالز سكاي فورس (2016–2017)
في 1 نوفمبر 2016، أعاد فريق سو فالز سكاي فورس التعاقد مع ويبر. في 25 ديسمبر 2016، سجل ويبر 24 نقطة و16 كرة مرتدة و10 تمريرات حاسمة في الفوز 96–94 في الوقت الإضافي المزدوج ضد فريق شمال أريزونا صنز. في 1 فبراير 2017، تم اختياره كأفضل لاعب في دوري دوري الرابطة الوطنية لفئة التطوير لشهر يناير. قاد سو فالز إلى سجل 6–5 خلف متوسطات 21.5 نقطة و8.3 تمريرات حاسمة و6.6 كرة مرتدة و3.6 استحواذ. حقق خمسة دبل–دبل ومرتين تريبل–دبل في يناير، وأنهى بفارق استحواذ واحد عن تسجيل أول كوادروبل–دبل في تاريخ دوري الرابطة الوطنية لفئة التطوير.

### غولدن ستايت ووريورز (2017)
في 4 فبراير 2017، وقع ويبر عقدًا لمدة 10 أيام مع فريق غولدن ستايت ووريورز. في 14 فبراير 2017، وقع عقدًا ثانيًا لمدة 10 أيام مع فريق ووريورز. بعد ثلاثة أيام، تم تعيينه في فريق سانتا كروز ووريورز للسماح له بالمنافسة في مباراة كل النجوم في دوري إن بي أي دي لعام 2017. تم استدعاؤه من قبل فريق غولدن ستايت في 21 فبراير. انفصل عن فريق غولدن ستايت بعد انتهاء عقده الثاني لمدة 10 أيام.

### شارلوت هورنتس (2017)
في 27 فبراير 2017، وقع ويبر عقدًا لمدة 10 أيام مع فريق شارلوت هورنتس. ثم وقع عقدًا ثانيًا لمدة 10 أيام مع فريق هورنتس في 9 مارس، وعقدًا متعدد السنوات في 19 مارس. في 28 يوليو 2017، تم الاستغناء عنه من قبل فريق هورنتس.

### هيوستن روكتس / ريو غراندي فالي فايبرز (2017–2018)
في 14 أغسطس 2017، وقع ويبر مع لوس أنجلوس ليكرز. وفي 14 أكتوبر، تمّ الاستغناء عنه كأحد اللاعبين الذين تمّ استبعادهم من قائمة الفريق قبل انطلاق الموسم.  في 24 أكتوبر 2017، أعلن هيوستن روكتس أنهم وقعوا مع ويبر عقدًا ثنائي الاتجاه. وبموجب شروط الصفقة، سيقسم ويبر وقته بين روكتس وفرعهم في دوري كرة السلة الأمريكي للمحترفين جي ليج، ريو غراندي فالي فايبرز. سيتوجه إلى فريق فرع دوري جي ليج فور توقيع عقده ثنائي الاتجاه مع الفريق. في 15 يناير، تم الاستغناء عن ويبر من قبل روكتس.

### سو فالز سكاي فورس (2018)
في 22 يناير 2018، أعيد الاستحواذ على شركة ويبر من قبل فريق سو فالز سكاي فورس.

### ممفيس غريزليس (2018)
في 14 مارس 2018، وقع فريق ميمفيس غريزليس مع ويبر عقدًا لمدة 10 أيام. وأفادت التقارير أن ويبر لم يُعرض عليه عقد ثانٍ لمدة 10 أيام بعد انتهاء العقد الأصلي، مما جعله لاعبًا حرًا. في 22 أغسطس 2018، انضم ويبر إلى ميامي هيت في صفقة معسكر تدريبي. تم الاستغناء عنه في 13 أكتوبر ثم انضم مرة أخرى إلى سكاي فورس.

### أولمبياكوس (2019)
في 6 فبراير 2019، وقع ويبر مع الفريق اليوناني أولمبياكوس من الدوري الأوروبي لبقية الموسم. في 13 أبريل 2019، تم الاستغناء عن ويبر من قبل الفريق.[بحاجة لمصدر]

### متروبوليتان ليفالوا (2019–2020)
في 26 أغسطس 2019، وقع عقدًا لمدة عام واحد مع نادي متروبوليتان ليفالوا من الدوري الفرنسي لكرة السلة الدرجة الأولى.

### هاملتون هوني بادجرز (2020)
في 17 يونيو 2020، وقع ويبر مع فريق هاملتون هوني بادجرز من دوري كندا الوطني لكرة السلة.

### بي سي إم غرافيلين–دونكيرك (2021)
في 2 يناير 2021، وقع ويبر مع بي سي إم غرافيلين–دونكيرك من الدوري الفرنسي لكرة السلة الدرجة الأولى.

### إنديوس دي ماياجويز (2022)
في 4 أبريل 2022، وقع ويبر مع نادي إنديوس دي ماياجويز في دوري بورتوريكو لكرة السلة.

### بني هرتسليا (2022)
في 23 أكتوبر 2022، وقع مع نادي بني هرتسليا في الدوري الإسرائيلي الممتاز لكرة السلة.

### بويوك تشكمجة (2022–2023)
في 23 نوفمبر 2022، وقع مع نادي بويوك بويوك من الدوري التركي الممتاز لكرة السلة.

### دينامو ساساري (2025)
في 16 مارس 2025، وقع ويبر مع نادي دينامو ساساري من دوري الدرجة الأولى الإيطالي لكرة السلة.

## إحصائيات مسيرة إن بي أي

### الموسم العادي
| السنة   | الفريق     | لعب | بدأ | دقيقة | ميداني% | ثلاثية | حرة   | ارتداد | صنع | استلاب | تصدي | نقطة |
| ------- | ---------- | --- | --- | ----- | ------- | ------ | ----- | ------ | --- | ------ | ---- | ---- |
| 2015–16 | ممفيس      | 6   | 4   | 27.7  | .342    | .000   | .750  | 4.0    | 3.3 | 1.5    | .5   | 4.8  |
| 2015–16 | ميامي      | 1   | 0   | 3.0   | 1.000   | .000   | .000  | 1.0    | 1.0 | .0     | .0   | 2.0  |
| 2016–17 | غولدن ستيت | 7   | 0   | 6.6   | .357    | .000   | .667  | .6     | .7  | .4     | .1   | 1.7  |
| 2016–17 | شارلوت     | 13  | 0   | 12.2  | .435    | .143   | .692  | 1.6    | 1.3 | .7     | .0   | 3.8  |
| 2017–18 | هيوستن     | 13  | 0   | 9.1   | .409    | .444   | 1.000 | 1.4    | 1.0 | .8     | .2   | 2.0  |
| المسيرة | المسيرة    | 40  | 4   | 12.3  | .397    | .208   | .750  | 1.7    | 1.4 | .8     | .2   | 3.0  |

### التصفيات
| السنة   | الفريق  | لعب | بدأ | دقيقة | ميداني% | ثلاثية | حرة  | ارتداد | صنع | استلاب | تصدي | نقطة |
| ------- | ------- | --- | --- | ----- | ------- | ------ | ---- | ------ | --- | ------ | ---- | ---- |
| 2016    | ميامي   | 2   | 0   | 3.0   | .000    | .000   | .000 | .0     | .5  | .5     | .0   | .0   |
| المسيرة | المسيرة | 2   | 0   | 3.0   | .000    | .000   | .000 | .0     | .5  | .5     | .0   | .0   |

## الحياة الشخصية
ويبر هو ابن لاساندرا وريكي وينجيت. تخصص في علوم الحاسوب أثناء دراسته في جامعة الكومنولث في فرجينيا.

## وصلات خارجية
- إحصائيات ومعلومات اللاعب من NBA.com، أو Basketball-Reference.com
- Briante Weber at Proballers
- NBA D–League profile
- VCU bio نسخة محفوظة June 17, 2016, على موقع واي باك مشين.